# Emil Manz

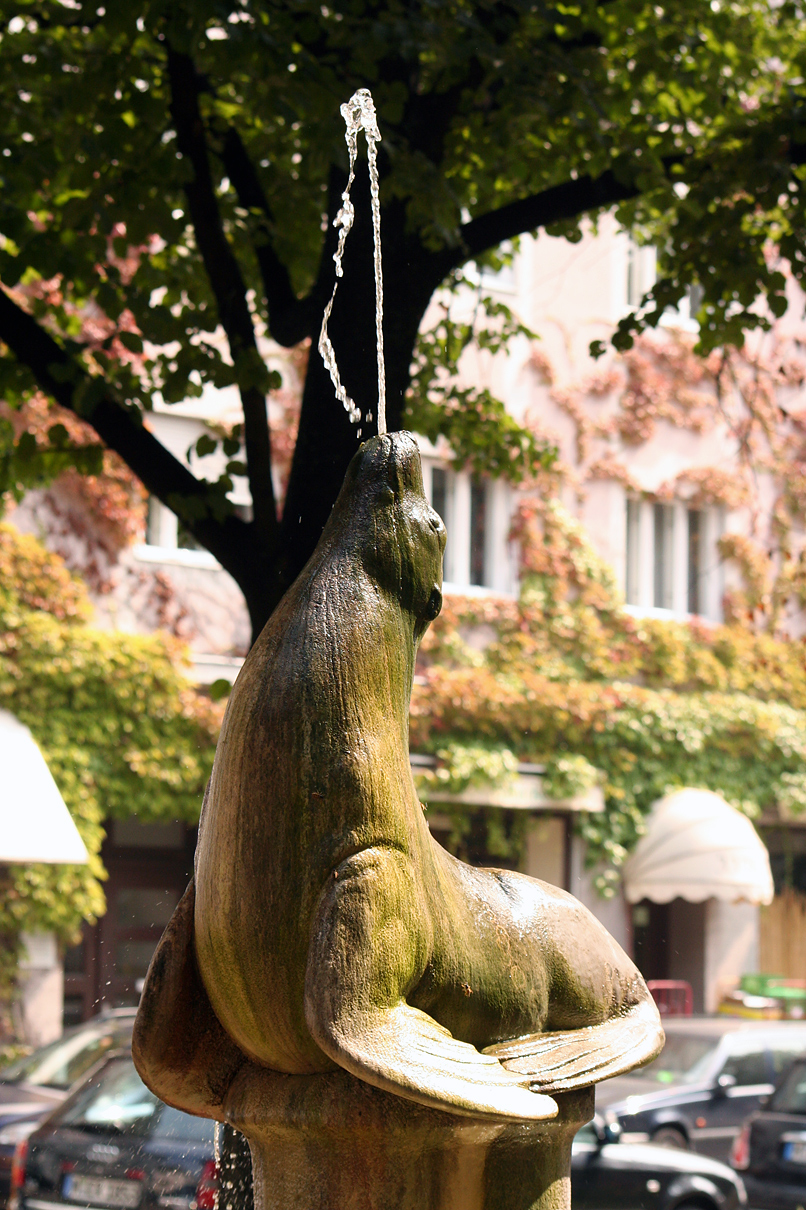
Der Seehundbrunnen in Schwabing

Emil Manz (* 9. August 1880 in Regensburg; † Januar 1945 in Wolfratshausen) war ein deutscher Bildhauer. In seinem Werk widmete er sich überwiegend der Darstellung von Tieren. Daneben trat er als Dichter von Humoresken im bairischen Dialekt in Erscheinung.
Manz studierte zunächst bei Wilhelm von Rümann und Erwin Kurz an der Münchener Akademie der Bildenden Künste Bildhauerei. Nach einem Aufenthalt in den Vereinigten Staaten war er sechs Jahre lang Schüler von Hermann Hahn. Für den Zoologischen Garten in Düsseldorf schuf er eine Tigerplastik. Seine bedeutendsten Arbeiten hinterließ er in München, wo er in den 1930er Jahren mehrere Brunnenanlagen schuf, die heute unter Denkmalschutz stehen.

## Werk (Auswahl)
- Storchenbrunnen, Künstlerhof, München (1929)
- Spielende Bären, Volksschule an der Führichstraße, München (1933)
- Seehundbrunnen, München (1936)